# Baja Mali Knindža
Baja Mali Knindža (serbisch-kyrillisch Баја Мали Книнџа = Baja, der kleine Kniner Ninja), bürgerlich Mirko Pajčin (Мирко Пајчин; * 13. Oktober 1966 in Gubin bei Livno), ist ein serbischer Folk-/Turbo-Folk-Sänger.

## Leben
Während des Kroatien- und Bosnienkriegs (1991–1995) war Pajčin der bekannteste Sänger von neu komponierten Kriegsliedern in der ehemaligen Republik Serbische Krajina und der bosnischen Entität Republika Srpska. Seine Lieder drücken offen seine Sympathien für die Kommandeure serbischer paramilitärischer Einheiten und seine nationalistische und fremdenfeindliche Einstellung gegenüber Kroaten und Bosniaken aus. Diese Kriegslieder machten Pajčin bekannt und sind ein typisches Beispiel für die spontane Welle der militanten Popmusik zu dieser Zeit. Er schuf während der Kriegszeit eine neue musikalische Hauptströmung und eine neue Musikkultur, die er repräsentierte und die ihn über Nacht zum Star machte.
Pajčins Lieder leisteten einen wesentlichen Beitrag dazu, den Hass zwischen den Volksgruppen zu vertiefen und die serbischen Truppen zu motivieren. Der ultra-nationalistische Sänger hat aufgrund seiner nationalistischen, fremdenfeindlichen und rassistischen Liedtexte und dem Bekenntnis zur ultra-nationalistischen Serbischen Radikalen Partei (SRS) Auftrittsverbote in Kroatien, der Föderation Bosnien und Herzegowina und der Schweiz (2016) erhalten.

## Kontroverses Werk
Pajčin debütierte 1991 beim Zerfall Jugoslawiens unter dem Künstlernamen Baja Mali Knindža mit dem Album Ne dam Krajine (Ich geb’ die Krajina nicht her). Knindža ist ein Kofferwort aus dem Namen der Stadt Knin und der serbischen Bezeichnung für den japanischen Ninja-Kämpfer. Es ist eine Anspielung auf die paramilitärische Einheit „Knindže“ der Republik Serbische Krajina, die unter dem Kommando von Dragan Vasiljković (Kapetan Dragan) während des Kroatienkrieges für Kriegsverbrechen an Nicht-Serben verantwortlich war.
Sein erster Erfolg war 1992 das Lied Vrati se Vojvodo (Komm zurück, Woiwode), in dem er sich an den serbischen Tschetnik-Führer und Kriegsverbrecher Momčilo Đujić (1907–1999) wendet und ihn bittet, in die Krajina zurückkehren. Auf dem Titelbild seines Albums Pobijediće istina (Es wird die Wahrheit gewinnen) aus dem Jahr 1994 posiert Pajčin mit Šajkača, einer Steinschlosspistole und in einem T-Shirt, welches das Abzeichen von Đujićs Dinarischer Tschetnik-Division trägt. Pajčins Musik diente als omnipräsente akustische Untermalung, also ‚emotionaler Teppich‘ der nationalen Euphorie und wurde mit religiösen und nationalistischen Symbolen der Tschetnik-Bewegung auf politischen Kundgebungen verkauft.
Serbische Militärführer schrieben Pajčins Liedern einen hohen Stellenwert zu. Der Schriftsteller Dragoslav Bokan (* 1961) behauptete, dass die Effektivität der serbischen Kriegsführung vielleicht 30 Prozent niedriger gewesen wäre ohne Pajčins Album Stante paše i ustaše (Stoppt die Paschas [= Bosniaken] und Ustaschas [= Kroaten]) aus dem Jahr 1992.
Der Serbischen Radikalen Partei (SRS), die einer extrem-nationalistische Ideologie folgt und für die Schaffung eines Großserbien eintritt, widmete er 1998 das Album Srpskim Radikalima (Serbische Radikale), unter anderem mit einer Parteihymne (Himna Srpskim Radikalima). Pajčin sang mehrfach kostenlos für die SRS und steht ihr politisch weiterhin nahe. Auf der Belgrader Buchmesse im Oktober 2018 war Pajčin Gast am Stand des kontroversen SRS-Parteiführers Vojislav Šešelj und ließ sich dessen Buch Srpski narod mora da oslobodi Kosovo i Metohiju (Das serbische Volk muss Kosovo und Metochien befreien) widmen.

### Textproben
Pajčins nationalistische, rechtsextreme und großserbische Gesinnung zeigt sich häufig in den politischen Texten seiner Lieder.
Im Refrain seines Liedes Ne volim te Alija (Ich mag dich nicht Alija) aus dem Jahr 1993, welches sich gegen den ehemaligen Präsidenten von Bosnien und Herzegowina Alija Izetbegović (1925–2003) richtet, heißt es:

„Ne volim te Alija, zato što si balija. Srušio si miran san, nosila ti Drina sto mudžahedina, svaki dan!”

„Ich mag dich nicht Alija, denn du bist ein Balija. Du hast einen friedlichen Traum zerstört. Möge die Drina Hunderte deiner Mudschahedin mit sich nehmen, jeden Tag!“

Das Ziel des serbischen Kampfes sieht Pajčin in der Verteidigung der Orthodoxie („als einzig wahrem Glauben“) und verknüpfte in seinen Liedtexten das religiöse Bekenntnis mit nationaler Identität:

„Mi imamo srce lavlje, mi branimo pravoslavlje. […] U Kraijini pravoslavne sveće, niko nikad ugasiti neće.“

„Wir haben ein Löwenherz, wir verteidigen die Orthodoxie. […] In der Krajina wird die orthodoxen Kerzen niemand jemals löschen.“

Sowie im Lied Živeće ovaj narod (Dieses Volk wird leben) aus dem Jahr 1993:

„Živeće ovaj narod i posle ustaša, jer i Bog je Srbin, nebesa su naša.“

„Dieses Volk wird auch nach der Ustascha leben, denn Gott ist ein Serbe, der Himmel gehört uns.“

In dem Lied Moj je tata zlocinac iz rata (Mein Vater ist ein Kriegsverbrecher) aus dem Jahr 1994 verherrlicht Pajčin serbische Kriegsverbrecher mit den Worten:

„Moj je tata, zločinac iz rata. Vi se potrudite, a ga osudite. Nema niko muda,
da vodi ga do suda.“

„Mein Vater ist ein Kriegsverbrecher. Gebt euch Mühe, ihn zu verurteilen. Niemand hat die Eier, ihn vor Gericht zu bringen.“

Über die mehrheitlich kroatischen Wähler der Partei Kroatische Demokratische Gemeinschaft (HDZ) singt er in seinem Lied Ja ne volim ljude te koji vole HDZ (Ich mag diese Leute nicht, die die HDZ mögen):

„Ja ne volim ljude te, koji vole HDZ. To su neka tužna lica, jebala ih Šahovnica“

„Ich mag diese Leute nicht, die die HDZ mögen. Das sind traurige Gesichter, fickt deren kroatisches Wappen.“

Während des Kosovokriegs und der Operation Allied Force sang Pajčin in seinem Lied Tesla (1999) gegen die NATO und die USA:

„Srpske trube mrze saksofone, srpsko nebo NATO-avione. Olbrajtova, mani se Kosova, to je sveta zemlja Srbinova. Ako NATO s' pešadijom kreće, sa Kosova, vratiti se neće.“

„Die serbischen Trompeten hassen Saxophone; der serbische Himmel die NATO-Flugzeuge. Albright meide den Kosovo, das ist heiliger Boden der Serben. Wenn die NATO-Soldaten trotzdem einmarschieren, werden sie niemals zurückkehren.“

## Diskografie

### Alben

#### Solo
- 1991: Ne dam Krajine (Ich geb’ die Krajina nicht her)
- 1992: Stan'te paše i ustaše (Stoppt die Paschas und Ustaschas)
- 1993: Živeće ovaj narod (Dieses Volk lebt)
- 1993: Sve za Srpstvo, srpstvo nizašta (Alles für das Serbentum, das Serbentum für nichts)
- 1994: Još se ništa ne zna (Noch weiß man nichts)
- 1994: Rat i mir (Krieg und Frieden)
- 1994: Kockar bez sreće (Spieler ohne Glück)
- 1994: Pobijediće istina (Es wird die Wahrheit gewinnen)
- 1995: Igraju se delije (Die Helden spielen)
- 1995: Idemo dalje (Lass uns weitergehen)
- 1995: Zbogom oružje (Lebt wohl, Waffen)
- 1995: Seobe (Migrationen)
- 1997: Ne dirajte njega (Fasst ihn nicht an)
- 1998: Povratak u budućnost (Zurück in die Zukunft)
- 1998: Srpskim radikalima (Serbische Radikale)
- 1999: Biti il ne biti
- 1999: Život je tamo
- 2000: Zaljubljen i mlad
- 2001: Đe si legendo
- 2002: Zbogom pameti
- 2003: Uživo
- 2003: Luda Žurka - uživo
- 2006: Gara Iz Njemačke
- 2006: Za Kim Zvone Zvona
- 2007: Gluvi Barut
- 2011: Idemo malena
- 2012: Lesi Se Vraća Kući

### Singles (Auswahl)
- 1993: Ne Volim Te Alija
- 1993: Knindže krajišnici
- 1994: Tata
- 1999: Duni vjetre preko jetre

### Mit der GruppeBraća sa Dinare
- 1994: Goki i Baja bend
- 1995: Bila jednom jedna zemlja
- 1996: Plači voljena zemljo
- 1997: Ja se svoga, ne odričem do groba
- 1998: Idemo do kraja

## Sonstiges
Seine Cousine Ksenija Pajčin (1977–2010) war eine serbische Sängerin, Tänzerin und ein Model.